# Piper pseudogaragaranum
Piper pseudogaragaranum är en pepparväxtart som beskrevs av William Trelease. Piper pseudogaragaranum ingår i släktet Piper och familjen pepparväxter. Inga underarter finns listade i Catalogue of Life.